# Církevní konzervatoř Opava
Církevní konzervatoř Německého řádu v Opavě (původně do roku 2006 Církevní střední varhanická škola a do roku 2018 Církevní konzervatoř Opava) je jedinou konzervatoří v České republice specializující se na duchovní hudbu. Škola poskytuje všeobecné a hudební vzdělání v oborech 82-44-P/01 Hudba a 82-45-P/01 Zpěv ve formě denního a kombinovaného studia. Po čtyřech letech studia se skládá maturitní zkouška a po šesti letech studenti ukončují studium absolutoriem s titulem DiS. Zaměření oboru Hudba – hra na varhany, klavír, cembalo, dechové a strunné nástroje, řízení sboru a trojobor církevní hudba. V oboru Zpěv je možné studovat zaměření sólový zpěv – klasický či populární. Studenti konzervatoře veřejně vystupují na koncertech školy, uplatňují se také v rámci spolupráce se Slezským divadlem Opava.
Zřizovatel i vedení školy dbá na kvalitní vybavení, a tak zde naleznete nejen unikátní mistrovské hudební nástroje, včetně dobových nástrojů pro výuku staré hudby, ale důraz je kladen také na využití moderních technologií a trendů, kolektivní učebny disponují kvalitní audiovizuální technikou.
Součástí budovy školy je nadstandardně vybavený domov mládeže, který studentům poskytuje komfortní ubytování ve 2 až 4 lůžkových pokojích s vlastním sociálním zařízením na pokoji, s 2 přípravnými kuchyňkami i útulnou společenskou místností.
Umístění školy v centru historického města Opava přináší studentům výhodu, kterou je optimální dostupnost dopravy, stravování, kulturního i sportovního vyžití.
Opavská konzervatoř se stala za dobu své působnosti důležitou součástí kulturního života Moravskoslezského kraje. K tradičním akcím konzervatoře patří především cyklus abonentních koncertů, adventní koncerty, absolventské koncerty a koncerty jednotlivých oddělení konzervatoře, rozličné hudební kurzy a přehlídky otevřené pro veřejnost. Škola každé dva roky spolupořádá  Mezinárodní varhanní soutěž Petra Ebena.
Vedle působnosti školy vznikl v roce 2020 také Dům dětí a mládeže Německého řádu. Nabízí zájmové vzdělávání a volnočasové aktivity studentům školy, ale i pro děti, žáky a zájemce z řad nejširší veřejnosti. Pro zájemce o studium na Církevní konzervatoři Německého řádu v Opavě pořádají přípravné kurzy k talentovým zkouškám.
Zřizovatel školy: Bailiva Čechy, Morava a Slezsko, familiáři Německého řádu, Nešverova 693/1, 779 00 Olomouc